# Ganchillo

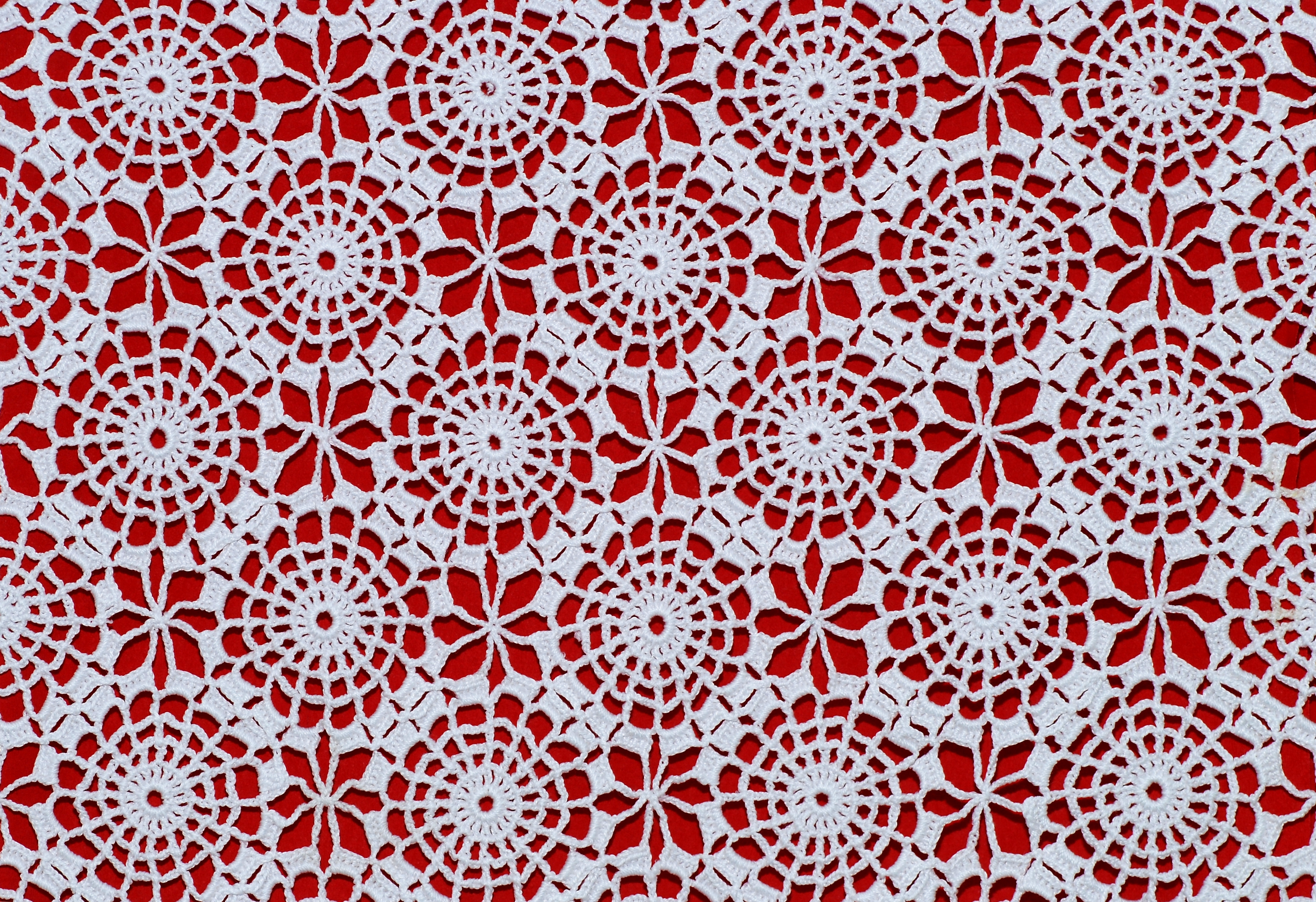
Mantel de ganchillo.

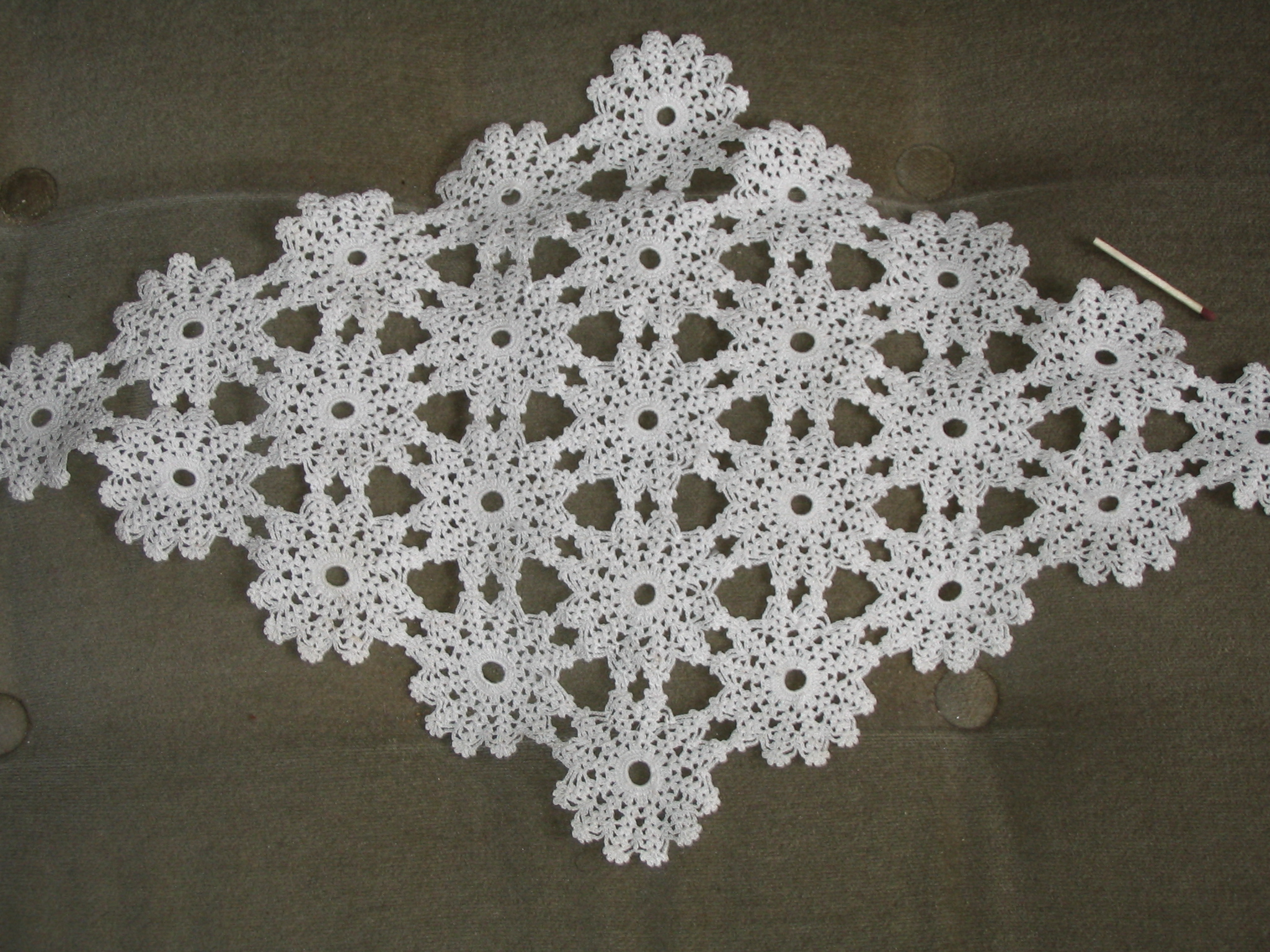
Pequeño cubremesa hecho en Suecia alrededor de 1930.

El ganchillo, croché (galicismo de crochet) o tejido de gancho es una técnica para tejer labores con hilo o lana que utiliza una aguja corta y específica, «aguja de ganchillo» o «aguja de croché» de metal, plástico o madera.
Esta labor, similar al tricotado, consiste en pasar un anillo de hilo por encima de otro, aunque a diferencia de este, se trabaja solamente con uno de los anillos cada vez.
También se denomina ganchillo a las piezas «tejidas» o realizados mediante esta técnica, como pueden ser: colchas, puntillas, centros de mesa, prendas de vestir, etc.
Existen diversos puntos básicos en el ganchillo, como el punto cadena, punto bajo, medio punto alto, punto alto y punto deslizado. A partir de estos, se pueden crear patrones más complejos.
En la actualidad, el ganchillo ha ganado popularidad no solo como una técnica artesanal, sino también como una forma de expresión artística, decoración y moda. Ha experimentado un resurgimiento en redes sociales como Instagram y TikTok, especialmente entre los jóvenes.
El ganchillo no solo es una actividad creativa, sino que también se ha relacionado con beneficios para la salud mental, como la reducción del estrés y la ansiedad.

## Etimología
El vocablo «ganchillo» es un diminutivo de «gancho», cuyo origen es incierto. La palabra «croché» viene del francés antiguo crochet, un diminutivo de croche, que viene a su vez del alemán croc, que significa «gancho». Este vocablo fue utilizado durante el siglo XVII en la fabricación francesa de encajes, crochetage fue la palabra utilizada para designar un punto en donde se unen piezas de encaje separadas, posteriormente se utilizó la palabra crochet para designar un tipo específico de tejido y la aguja de gancho usada para producirlo. En el presente se utilizan técnicas derivadas de las utilizadas en la antigua Francia, aunque no son exactamente iguales, se utiliza los términos «ganchillo» y «croché» para designarlas.
Se conoce como haken en Holanda, haekling en Dinamarca, hekling en Noruega, virkning en Suecia y uncinetto en Italia. 

## Orígenes
Se especula que el ganchillo evolucionó a partir de las prácticas tradicionales árabes, sudamericanas o chinas pero no existen pruebas consistentes de esta labor hasta que se popularizó en Europa durante el siglo XVI. Las primeras referencias escritas se remontan a la obra shepherds's knitting del libro The Memoirs of a Highland Lady de Elizabeth Grant en 1812. Los primeros patrones publicados aparecieron en la revista alemana Pénelopé en 1824. Otra de las pruebas de que el ganchillo era una técnica nueva durante el siglo XIX es la publicación de A Winter's Gift en 1847, con detalladas instrucciones para realizar los puntos, aunque es de suponer que los lectores entendían los pasos básicos de otras labores de aguja. Precoces referencias a esta labor en Godey's Lady's Book (1846-47) aluden al Crotchet antes de que su grafía se estandarizara en 1848.
Algunos escritores especulan que esta técnica era de hecho utilizada por antiguas culturas; pero para tejer, en lugar del típico ganchillo, usaban el dedo índice flexionado, por lo cual no quedaron objetos que confirmen esta práctica. Sin embargo, arguyen la simplicidad de la técnica para proclamar que «debió» existir en periodos antiguos.
Otros escritores apuntan que los tejidos, las urdimbres tricotadas y anudadas sobreviven desde edades muy tempranas, sin embargo no existen evidencias de muestras de tejidos hechos en ganchillos en ninguna colección etnológica o de procedencia arqueológica previa a 1800. Estos escritores señalan las agujas de bordado usadas en bordados sobre bastidor en Francia en el siglo XVIII para aseverar que la técnica de hacer lazos en un entramado fino con bastidor evolucionó hasta la del ganchillo sin bastidor.
El origen del ganchillo no está del todo claro, pero se cree que la técnica moderna se desarrolló en Europa durante el siglo XIX. Algunos investigadores sugieren que pudo haber influencias de técnicas similares en el Medio Oriente, Sudamérica o China.

## Historia

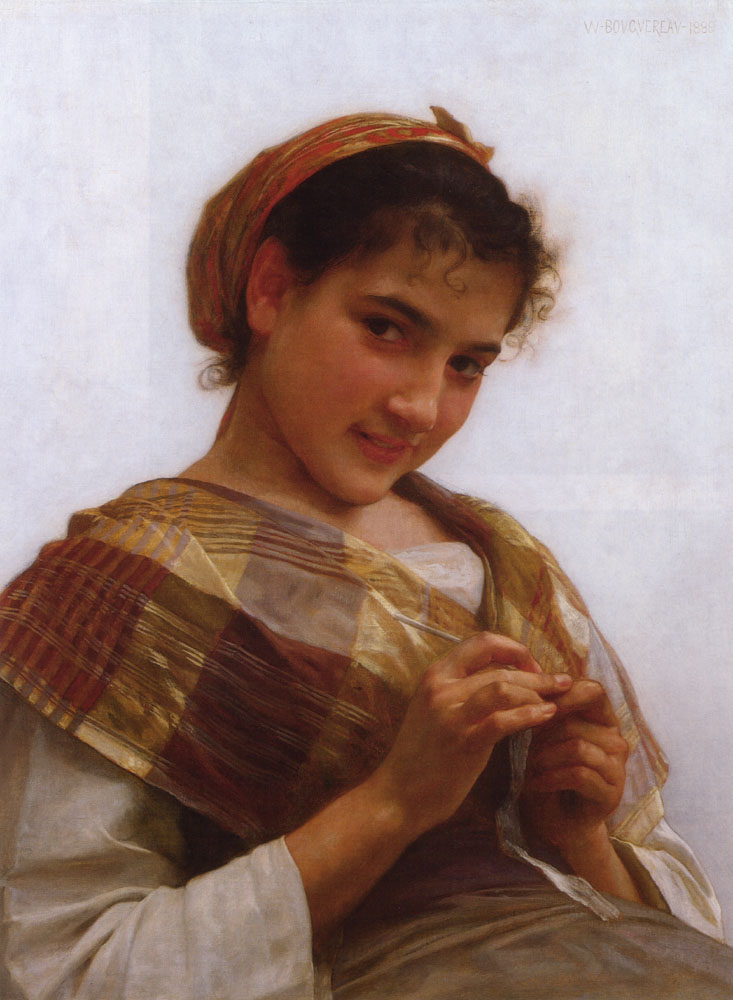
Joven irlandesa haciendo crochet. Pintura de William-Adolphe Bouguereau 1889.

A lo largo de todo el mundo el ganchillo se convirtió en una próspera industria casera, en especial en Irlanda y el norte de Francia, sosteniendo comunidades cuyo modo de vida tradicional había sido dañado por las guerras, fluctuaciones en la agricultura y el uso de la tierra y las malas cosechas. Las mujeres, e incluso a veces los niños, se quedaban en casa y tejían ropa, mantas, etc. para conseguir dinero. Los artículos eran comprados principalmente por la emergente clase media.
La introducción del ganchillo como imitación de un símbolo de prestigio, más que una artesanía única por sí misma, había estigmatizado la práctica corriente. Aquellos que podían permitirse el lujo de encajes elaborados por métodos más caros y antiguos desdeñaban el ganchillo como una copia barata. Esta impronta fue en parte mitigada por la reina Victoria, quien de forma abierta compraba encajes de ganchillo artesanales de Irlanda e incluso aprendió ella misma a tejer. Se considera que la inventora del crochet irlandés fue mademoiselle Riego de la Branchardière alrededor de 1842 quien publicó patrones e instrucciones para reproducir encaje de bolillos y filtiré con esta técnica, junto con muchas publicaciones para elaborar ropa tejida a ganchillo en lana. Los patrones disponibles ya en la década de 1840 eran variados y complejos.

## Herramientas
Los ganchillos se comercializan de diferentes medidas y materiales.
Los más empleados son los de acero, sobre todo para labores con hilo fino de algodón y perlé.
Los de aluminio son adecuados para hilos más gruesos y los de plástico para hilos de lana de grosor medio. 
Existen también ganchillos artesanales, la mayoría tallados en madera y algunos decorados con piedras semipreciosas o abalorios. Aunque siempre se recomienda usar ganchillo con ajuste de comodidad plástico para no sufrir de complicaciones médicas a futuro.

## Proceso
Una labor comienza sujetando el hilo con una mano mientras la que sostiene el ganchillo hace un lazo pasando el hilo a través de un primer nudo corredizo, esto se repite hasta formar una cadeneta de la longitud deseada. Este simple proceso sirve de base para diversos tipos, como el punto de cadeneta, punto bajo, punto falso, punto medio, punto alto, en círculo. Un nuevo material que se ha incorporado al croché es el trapillo.

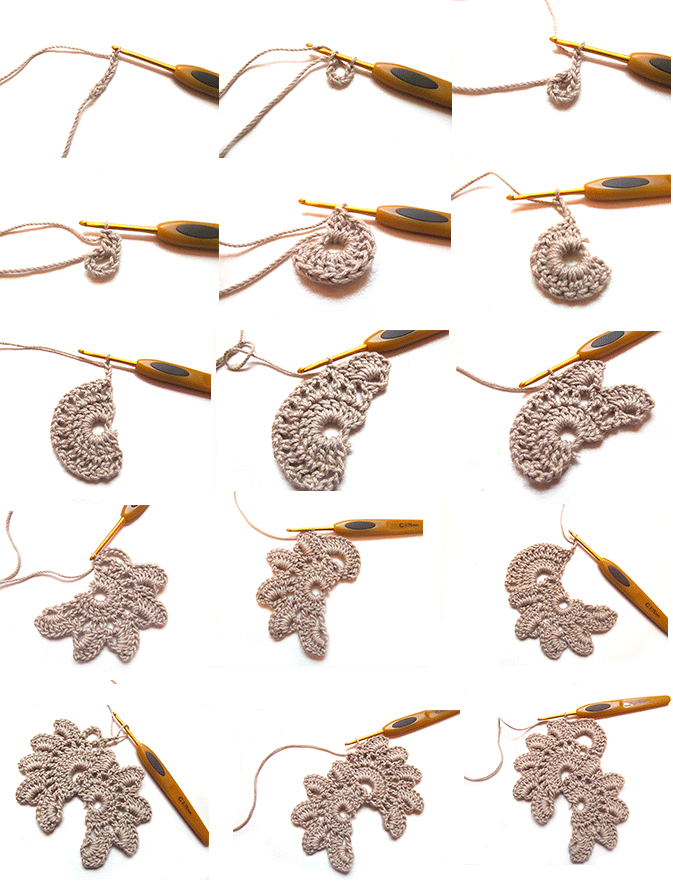
Proceso de trabajo a crochet

## Otras técnicas
El amigurumi (編み包み?  lit. peluche de punto) es una técnica de origen japonés que consiste en tejer pequeños muñecos mediante crochet. Los amigurumis toman forma principalmente de animales como ositos, conejos, gatos o perros, pero también se suelen crear otros muñecos con formas antropomorfas e incluso accesorios como bolsos o monederos.